# Boronia grandisepala
Boronia grandisepala är en vinruteväxtart. Boronia grandisepala ingår i släktet Boronia och familjen vinruteväxter.

## Underarter
Arten delas in i följande underarter:
- B. g. acanthophida
- B. g. grandisepala